# Nicodème de Tismana
Pour les articles homonymes, voir Nicodème (homonymie).
 (janvier 2018).
Si vous disposez d'ouvrages ou d'articles de référence ou si vous connaissez des sites web de qualité traitant du thème abordé ici, merci de compléter l'article en donnant les références utiles à sa vérifiabilité et en les liant à la section « Notes et références ».
Nicodème de Tismana, né ca 1320 à Prilep et mort le 26 décembre 1406 au monastère de Tismana, est un saint orthodoxe bolgar fondateur de monastères ; il a notamment fondé les monastères de Vodița et de Tismana.
L'Église orthodoxe célèbre sa fête le 26 décembre, jour de la fête de « Saint Nicodème de Tismana » dans le calendrier liturgique orthodoxe.  

## Biographie

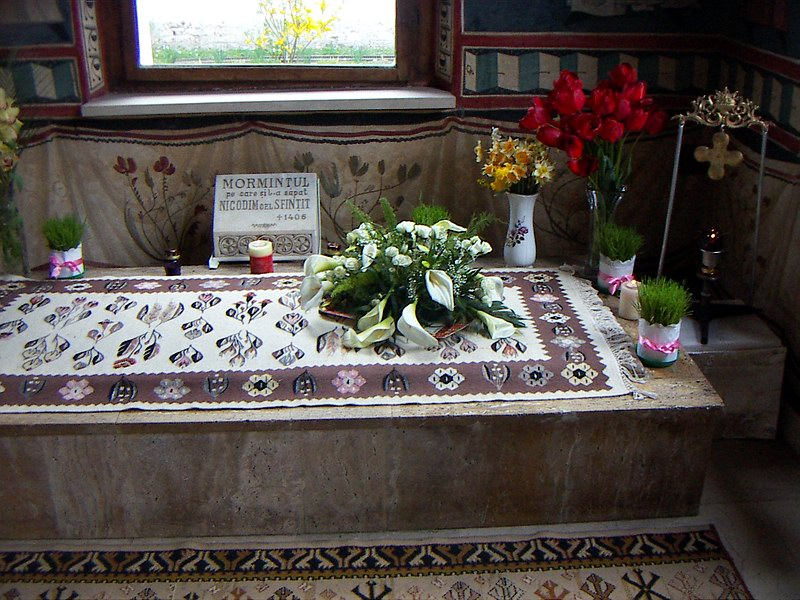
Cénotaphe de Nicodème au monastère de Tismana.

Peu de documents nous sont parvenus sur la vie de Nicodème. Une hagiographie écrite en slavon par les disciples de l'higoumène, La Vie de Saint Nicodème, a disparu au XVIIIe siècle du monastère de Tismana. Elle a été reconstituée en 1839 et réécrite en roumain par le hiéromonaque Ștefan à partir de récits de moines qui affirmaient l'avoir lue. C'est donc une source qui ne saurait être utilisée sans réserves.
Selon l'historien Nicolae Iorga, Nicodème serait né en 1320 à Prilep, qui était alors une ville de l'Empire byzantin, d'un père grec et d'une mère serbe. Cependant, cette hypothèse n'est pas confirmée indépendamment.
Lié à la famille des princes régnants Basarab de Valachie, il est aussi le cousin du roi de Serbie Lazar Hrebeljanović. Le jeune Nicodème part au mont Athos à l'âge de seize ans pour devenir moine .  
Il rencontre dans l'année 1375, le patriarche Philothée de Constantinople, pour lever l'anathème qui frappait le peuple serbe. 
Il a servi d'intermédiaire entre le vieil athonite Isaïe du mont Athos et le patriarche Philothée de Constantinople. Nicodème sait s'attirer la sympathie de chacun des deux hommes et la rencontre est couronnée de succès (comp. Zivoti Kraljeve i Archiepiskopa srpskih, éd. G. Daniecic, p. 382 ; Starine XVI, vita s. Epharaemii tertii patriarchae Serborum, p. 38 ; Starine Hilandarske von N. Ducic, p. 75).
Pour ce fait et d'autres, en 1377, le patriarche a élevé le monastère de Tismana en Roumanie au rang d' archimandrie, espèce de primatie par rapport aux monastères roumains existants dans les environs, tels que : Voditsa, Gura Motrului, Topolnita, Prislop et Visina, les ermitages de : Teius,  Mocirlita, Plostina Dragoiestilor, Aninoasa et Jupanesti. 
Il construit le monastère de Tismana où il a vécu la plus grande partie de sa vie. Ce n'est qu'après une longue recherche qu'il decouvre un lieu entouré de pics boisés et rocheux qui lui semble être propice à la construction du monastère, près de l’entrée d’une grotte d’où sort une chute d’eau d’un dénivelé d'environ 40 m, la cascade de Tismana (en roumain, « Cascada Stârmina »).
Il est proclamé saint  le 26 octobre 1955 par l'Église orthodoxe de Roumanie.